# Eremo del Deserto
L'eremo del Deserto è un edificio religioso sito in posizione isolata immerso nei boschi dell'entroterra di Varazze, in provincia di Savona.

## Storia e descrizione
L'eremo risale alla metà del XVII secolo (fondazione tra il 1614 e il 1618) ed è dedicato a San Giuseppe. La struttura si sviluppa attorno al chiostro centrale rettangolare sul cui lato ovest si sviluppa il corpo di fabbrica a due piani che costituisce l'ingresso e la facciata esterna dell'eremo (con refettorio, cucina, etc.). Davanti ad esso si apre un piazzale da cui si accede alla strada di collegamento con Varazze e la frazione cogoletese di Sciarborasca.
Sui lati nord e sud del chiostro si sviluppano le dieci celle dei monaci (cinque per lato), ognuna dotata di orto. Sul lato est, infine, sorge la chiesa, aperta anche ai pellegrini, nella cui cripta è sepolto il cardinale Anastasio Alberto Ballestrero. L'eremo è circondato da diversi ettari di bosco di proprietà, chiusi da un muro alto circa 3 metri e lungo alcuni chilometri.
All'interno di quest'area si sviluppano un orto botanico (il "Percorso Botanico dell'Eremo del Deserto", creato nel 1992 dall'allora Comunità montana del Giovo, gestito direttamente dall'Ente Parco del Beigua) e alcuni romitori isolati, esterni all'eremo, talvolta utilizzati dai monaci o da chi desiderasse un isolamento maggiore per alcuni giorni.
L'eremo è attualmente retto dai frati dell'ordine dei carmelitani scalzi, rientrati nel sito religioso nel 1921, e funge da supporto soprattutto per i novizi provenienti dal santuario del Bambino Gesù di Praga di Arenzano.